# Irena Solska

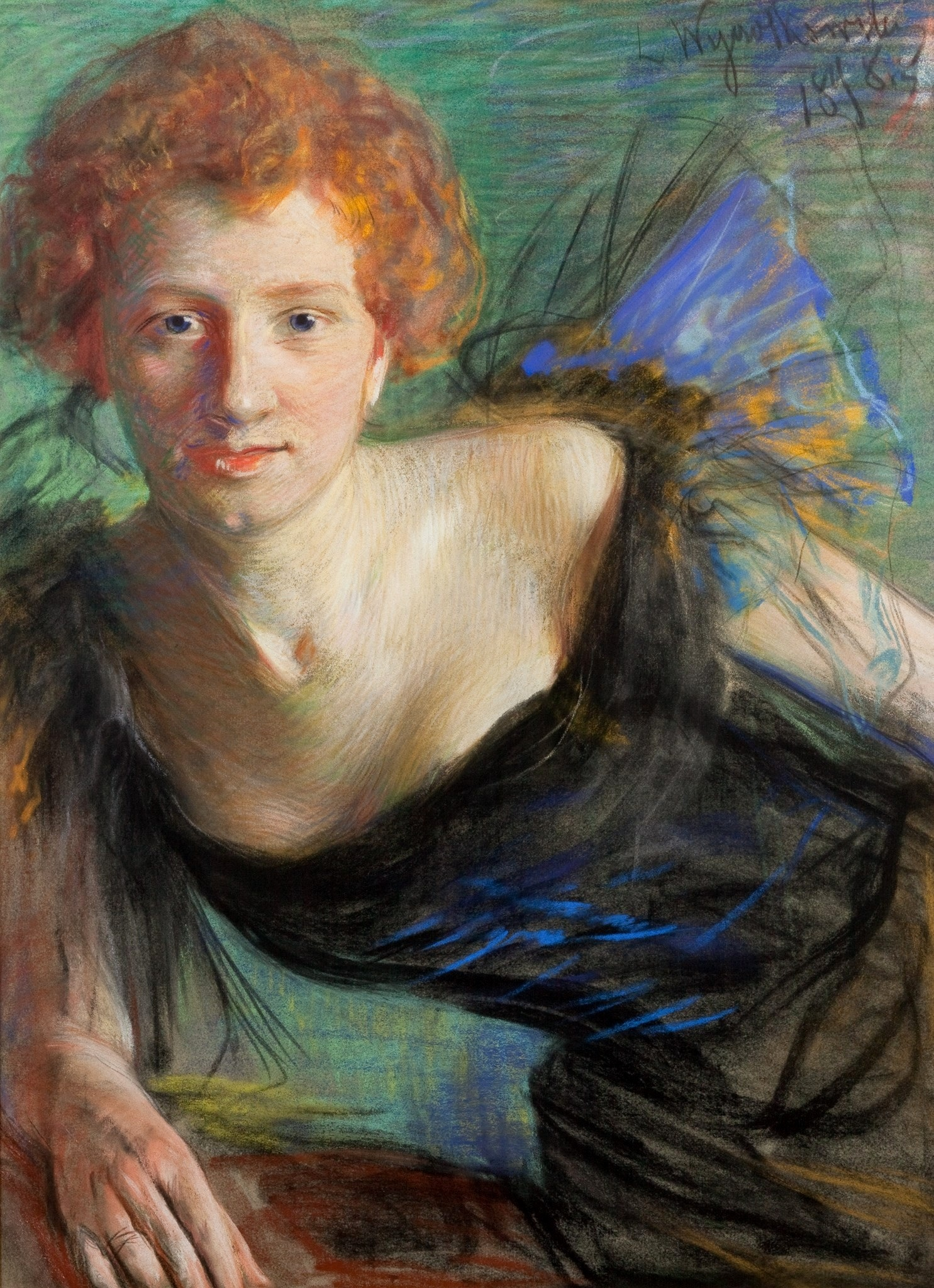
Irena Solska gemalt 1899 von Leon Wyczółkowski

Irena Solska  (* 27. Oktober 1877 in Warschau; † 8. März 1958 in Skolimów-Konstancin) war eine polnische Schauspielerin und Regisseurin.

## Leben
Irena Solska spielte in Theatern in Łódź, Krakau, Lemberg, Warschau, Legnica und Zakopane. Sie war mit dem Schauspieler Ludwik Solski und dem Offizier Otton Grosser verheiratet. Ihre Tagebücher wurden 1978 und ihre Briefe 1984 veröffentlicht.